# لیچو جلی

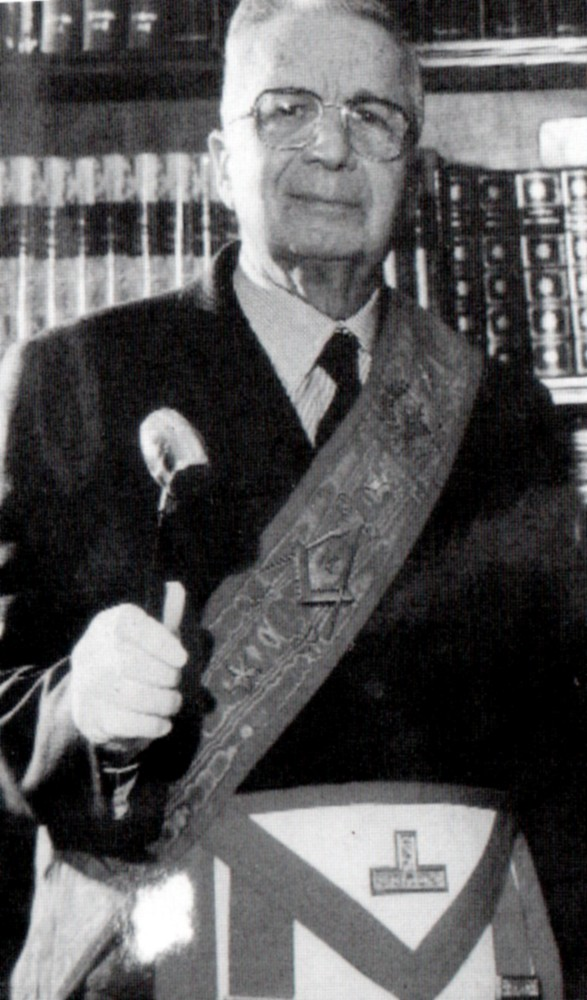
لیچو جلی، استاد اعظم یک لژ فراماسونری

لیچو جلی (زادهٔ ۲۱ آوریل ۱۹۱۹ – درگذشتهٔ ۱۵ دسامبر ۲۰۱۵) سرمایه‌دار ایتالیایی و استاد اعظم یک لژ فراماسونری بود. او همچنین پایه‌گذار و رئیس لژ فراماسونری پروپاگاندا دوئه بود. او در جوانی نزدیک به فاشیستهای ایتالیا بود و دربارهٔ خود گفته بود؛ «من فاشیست هستم و فاشیست هم از دنیا می‌روم.»